# Humukul
Humukul es una localidad del municipio de Quintana Roo en el estado de Yucatán, México.

## Toponimia
El nombre (Humukul) proviene del idioma maya.

## Demografía
Según el censo de 2005 realizado por el INEGI, la población de la localidad era de 0 habitantes.
| 0                           | 0 | 0 |
| (Fuente: INEGI [Consultar]) |   |   |